# Autobus scolaire
Pour le véhicule utilisé aux mêmes fins en Europe, voir Autocar scolaire.

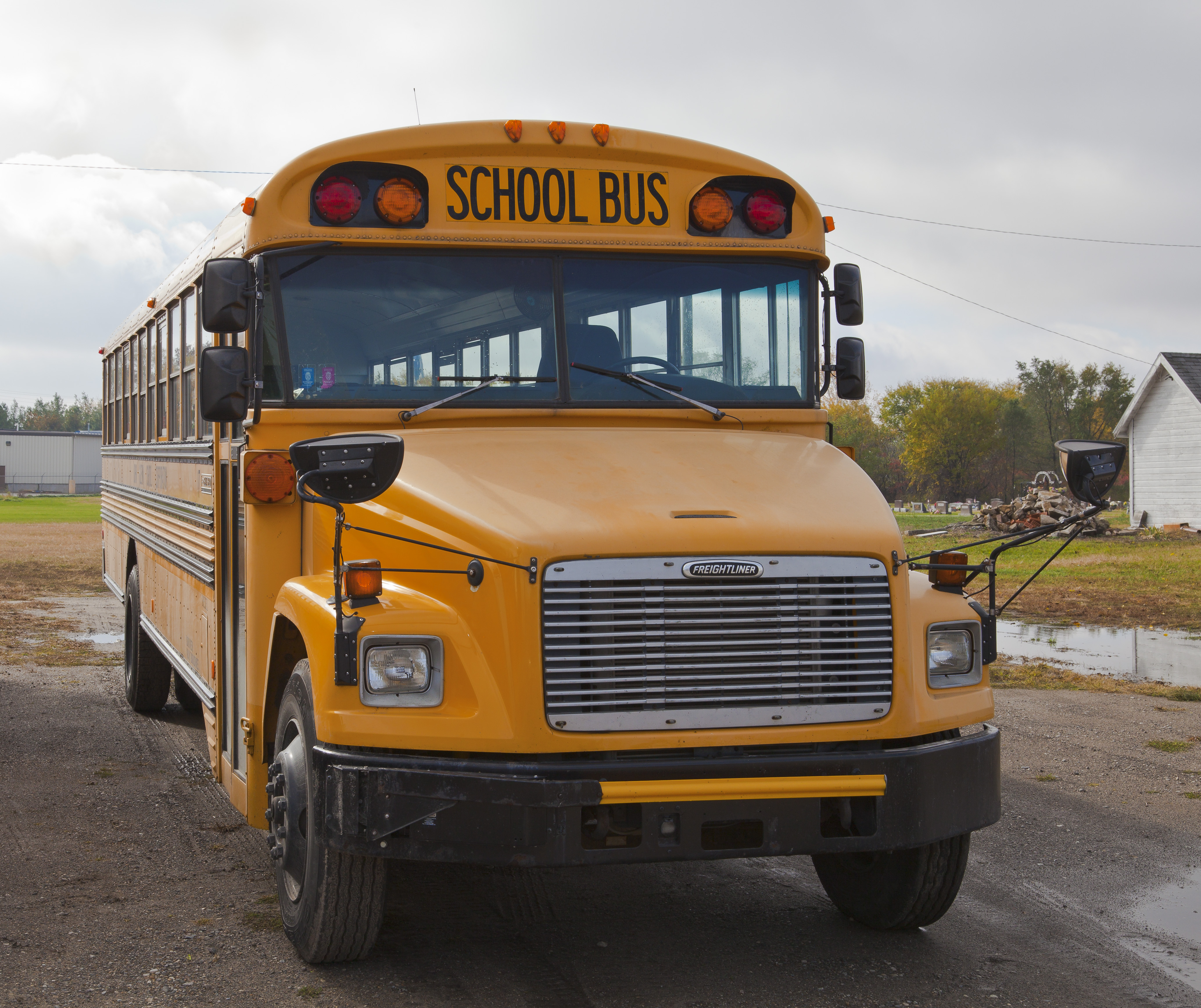
Un autobus scolaire aux États-Unis

Un autobus scolaire est un véhicule de transport local adapté au transport d'enfants aux États-Unis et au Canada, spécialement conçu et fabriqué pour le transport des enfants du domicile à l'école. Ils sont obligatoirement peints d’une couleur jaune orangée pour des raisons de visibilité et de sécurité. Aux États-Unis cette norme est édictée par la National Highway Traffic Safety Administration. Les autobus scolaires de grandeur complète peuvent transporter de 59 à 90 passagers. Le plus important constructeur d'autobus scolaire nord-américain se trouve aujourd'hui à Saint-Jérôme au Québec.
L'« autobus scolaire » se distingue de l'« autocar scolaire » par le fait qu'il s'agit généralement d'un véhicule sans soutes à bagages qui doit circuler à des vitesses inférieures à 50 km/h dans les zones résidentielles qu'il dessert.

## Historique

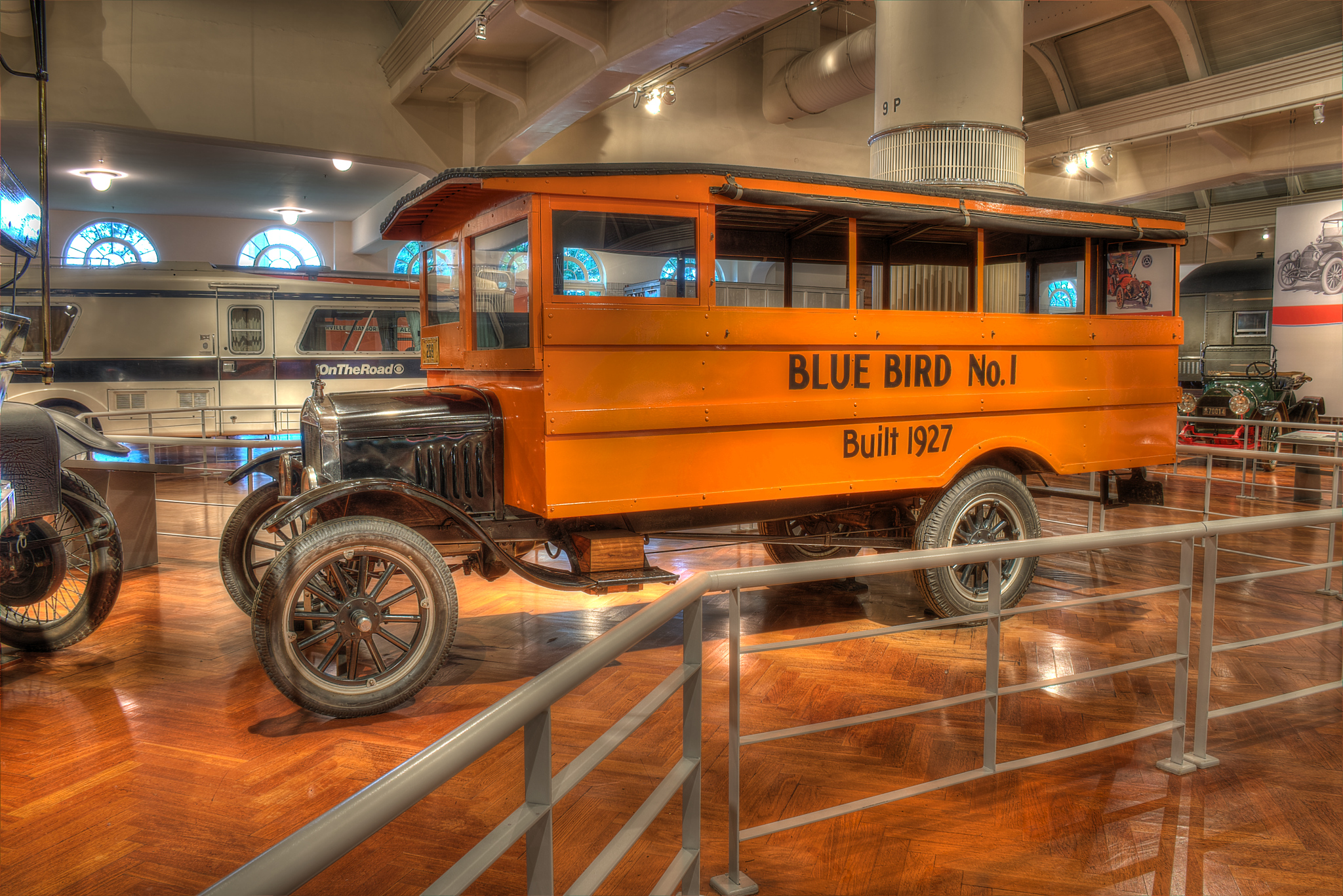
Autobus scolaire Bluebird de 1927.

Les premiers véhicules hippomobiles conçus spécifiquement pour le transport des écoliers sont apparus en 1892 en Ohio, fabriqués par la compagnie Wayne Works (en). Cette même entreprise introduit en 1914 une version motorisée de son véhicule, qui ressemblait à un Ford modèle T attaché à un trolley.
Au Canada, des autobus scolaires sont déjà utilisés dans les années 1930, d'abord dans les régions anglophones. Au Québec, l'introduction du transport scolaire par autobus s'est faite d'abord dans les commissions scolaires protestantes (anglophones) dans les régions rurales. Des autobus scolaires de marque REO sont en vente à Québec en 1948. Ce n'est que vers 1953 que le réseau scolaire francophone met en place des services de transport scolaire organisés. En 1984-1985, 61 % des élèves des niveaux primaire et secondaire utilisaient le transport par autobus scolaire.
En 1939, les autobus scolaires nord-américains adoptent définitivement la couleur jaune pour des raisons de visibilité : ils sont plus faciles à voir à l'aube et au crépuscule, ainsi qu'en vision périphérique (1,24 fois plus vite que le rouge). De plus, cette couleur a également l'avantage de ressortir de façon claire avec les inscriptions en noir.

Autobus scolaire LionC de Lion électrique, 2024.

## Statistiques
Aux États-Unis, chaque année, environ 480 000 autobus scolaires publics parcourent plus de 6 milliards de kilomètres et transportent quotidiennement 25 millions d’enfants à des écoles ou des activités scolaires. Les autobus scolaires représentent environ 10 milliards de voyages d’élèves chaque année.

## Pollution
Généralement, un autobus scolaire est une alternative à l'automobile qui réduit la pollution en évitant aux parents d’aller reconduire leurs enfants à l’école individuellement, même quand le fait de partager une voiture est pris en considération. L’utilisation d’un autobus scolaire simple peut remplacer cinquante voitures. Néanmoins, les autobus ne sont pas une alternative sans pollution, comme la bicyclette ou les promenades à pied ou à cheval.

## Réglementation

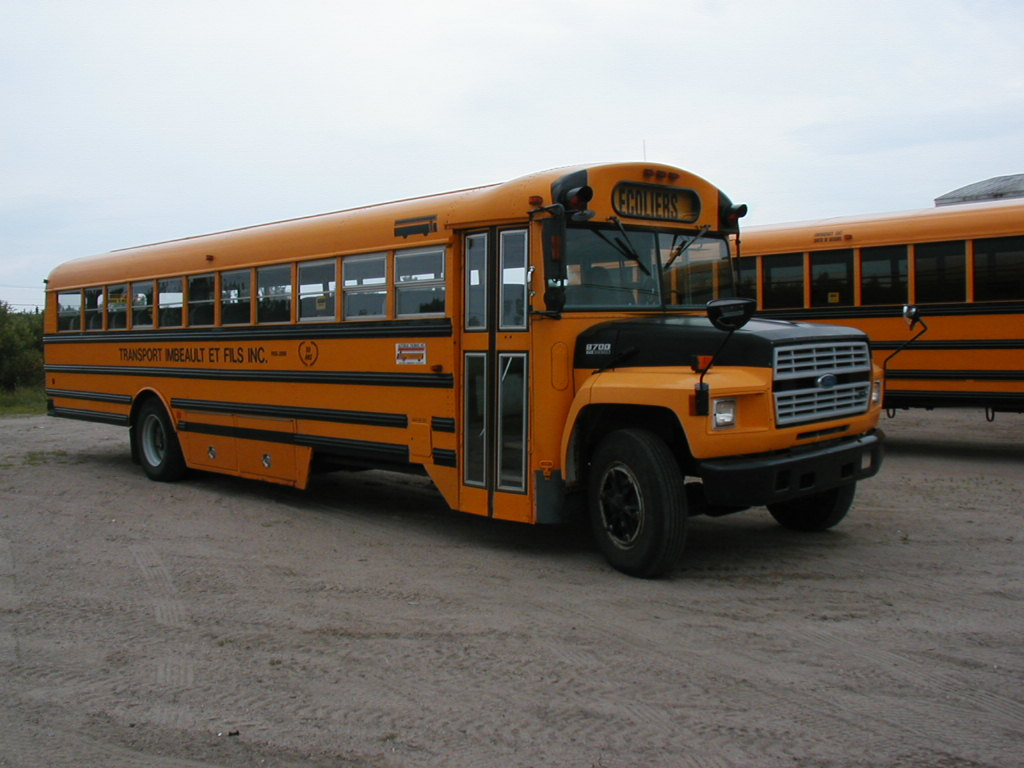
Un autobus scolaire québécois à La Malbaie, construit par le constructeur automobile Ford, dont l’inscription « ÉCOLIERS » peut être changée pour « SPÉCIAL » lorsque l’autobus ne transporte que des passagers majeurs.

La réglementation relative à la construction et la mise en service des autobus scolaires est assez uniforme à travers l'Amérique du Nord. Aux États-Unis, le transport scolaire est de juridiction mixte. L'ensemble des lois et règlements fédéraux sont administrés par la National Highway Traffic Safety Administration (NHTSA), l'agence fédérale américaine chargée de la sécurité routière, qui est responsable de fournir aux états les normes minimales applicables ainsi que les subventions nécessaires à leur application,. Les états sont responsables d'établir leurs propres lois et règlements, mais ces règles font l'objet de lignes directrices consensuelles mises au point par le National Safety Council et, généralement, les états suivent et appliquent ces consensus. Au Canada, chaque province est également responsable d'établir ses propres lois et règlements en matière de transport. Par exemple, au Québec, la législation adoptée est assez représentative des us et coutumes du reste de l'Amérique du Nord, mais s'en distingue principalement par la langue d'usage qui est le français au lieu de l'anglais. Historiquement, le Canada est tributaire de l'évolution du développement industriel et des normes aux États-Unis.
Voici quelques faits marquants de la réglementation des autobus scolaires :
- Les panneaux d'arrêt utilisés sur le côté latéral des autobus scolaires sont les mêmes que sur la route, c'est-à-dire un panneau stop (panneau arrêt au Québec). Aux États-Unis, c'est le règlement no 131 de la National Highway Traffic Safety Administration qui dicte la norme pour le panneau stop[16]. Lorsqu’un autobus scolaire met en marche ses feux intermittents et déploie son panneau d'arrêt, les véhicules le suivant ou le rencontrant doivent s’immobiliser. Ne pas respecter l’arrêt obligatoire dicté par un autobus scolaire est une infraction au code de la route et les amendes varient d'un état à l'autre aux États-Unis et d'une province à l'autre au Canada. Par exemple, au Québec, cette infraction peut donner lieu à une amende de 200 $ à 300 $[17] et entraîner une perte de neuf points d’aptitudes sur le permis du conducteur fautif[18].
- Avant de passer à un passage à niveau, un chauffeur d’autobus scolaire doit actionner ses feux de détresse et s’immobiliser devant le chemin de fer pour vérifier s’il n’y a pas de train en vue. Ne pas le faire constitue une infraction pour le chauffeur. Par exemple, au Québec, il risque de perdre neuf points d’aptitudes[19].
- Si un chauffeur d’autobus scolaire se retrouve derrière un autre autobus affecté au transport scolaire dont les feux intermittents sont en marche, il doit actionner lui aussi les feux intermittents et le signal d’arrêt obligatoire de son autobus[20].

## Autres usages

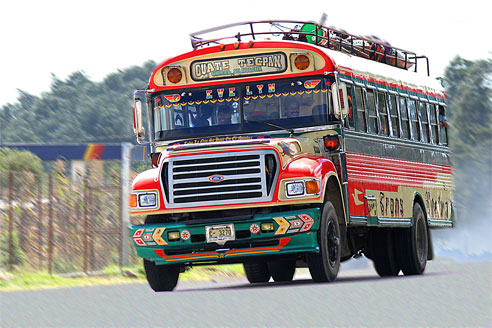
Un chicken bus au Guatemala.

Certains de ces véhicules, après leur service en Amérique du Nord, sont acheminés en Amérique centrale ou du Sud, où ils servent d'autobus ou d'autocars et sont éventuellement repeints et décorés. Ils sont alors parfois nommés chicken bus.

## Annexe